# Liosternus vittatus
Liosternus vittatus är en insektsart som beskrevs av Brongniart 1897. Liosternus vittatus ingår i släktet Liosternus och familjen vårtbitare. Inga underarter finns listade i Catalogue of Life.